# ジョン・ハート (俳優)
ジョン・ヴィンセント・ハート（Sir John Vincent Hurt, CBE、1940年1月22日 - 2017年1月25日）は、イギリスの俳優。舞台、映画、テレビで50年以上にわたり200本を超える作品に出演してきた。

## 来歴
父は聖職者。一家の期待もあり画家を志していたが、学生時代に断念。代わって興味を持った芝居の世界に惹かれて舞台に立った。1962年、本格的に初舞台を踏み、1966年に初出演を果たした映画『わが命つきるとも』での高い演技力で注目された。
以降は映画を中心に活動の拠点を置き1971年の『10番街の殺人』、翌1972年『二人だけの白い雪』のヒットで一気に知名度があがる。1970年代後半からはテレビリーズにも出演。作家クエンティン・クリスプの自伝的TV映画『裸の公僕』が代表作となった。
日本ではオスカーにノミネートされた『ミッドナイト・エクスプレス』やハリウッドのSF大ヒット作『エイリアン』のクルー役で名前が知られる。のちに『スペースボール』に本人役でカメオ出演し、『エイリアン』のセルフパロディを演じている。
そして、デヴィッド・リンチ監督のカルト的な人間ドラマ『エレファント・マン』では、特殊メイクで扮した悲劇の青年ジョン・メリック役で「エレファント・マン」になりきり、再びオスカーにノミネートされている。
以降は、知的で心優しい父親や教師、中年男性役で登場。演技力を生かして悪役や時代物の独裁的権力者など、幅の広い役柄を演じきった。1980年代には『気球の8人』、『バイオレント・サタデー』、『チャンピオンズ』などに出演。マイケル・ラドフォード監督作、ジョージ・オーウェル原作の近未来SF大作『1984』では、国家権力に翻弄されながらも意志を貫く悲劇の主人公を演じた。
また、『サバンナ・スピリット/ライオンたちの物語』などの子供向けの動物番組や、アニメーションにおいてナレーションを務めている。ラース・フォン・トリアー監督による『アメリカ三部作』でも彼の詳細なナレーションが役割を果たしている。
イギリスの人気ドラマ『ドクター・フー』では2013年の50周年エピソード「The Day Of The Doctor」にてウォー・ドクターを演じ、『ハリー・ポッターシリーズ』ではオリバンダー老人役で出演した。
2015年、エリザベス2世よりナイト爵を授かる。
2015年には膵臓がんで治療中であることを明らかにしていたが、2017年1月27日に死去した。77歳没。
なお、2017年の映画『ウィンストン・チャーチル/ヒトラーから世界を救った男』でネヴィル・チェンバレンを演じる予定であったが、膵臓がん治療のため降板、ロナルド・ピックアップが代役をつとめた。

## 主な出演作品
| 公開年 | 邦題 原題                                                                                        | 役名                             | 備考                                                                  | 吹き替え |
| ------ | ------------------------------------------------------------------------------------------------ | -------------------------------- | --------------------------------------------------------------------- | --- |
| 1966   | わが命つきるとも A Man for All Seasons                                                           | リチャード・リッチ               |                                                                       | |
| 1969   | 華麗なる悪 Sinful Davey                                                                          | デヴィー・ハガート               |                                                                       | |
| 1969   | Before Winter Comes                                                                              | ピルキントン中尉                 |                                                                       | |
| 1971   | 二人だけの白い雪 Mr. Forbush and the Penguins                                                    | リチャード・フォーブッシュ       |                                                                       | |
| 1971   | 10番街の殺人 10 Rillington Place                                                                 | ティモシー・エヴァンス           |                                                                       | |
| 1971   | ハメルンの笛吹き The Pied Piper                                                                  | フランツ                         |                                                                       | |
| 1974   | ブラッディ/ドクター・ローレンスの悲劇 The Ghoul                                                  | トム                             |                                                                       | |
| 1977   | 殺しに愛のバラードを The Disappearance                                                           | アトキンソン                     |                                                                       | |
| 1978   | ザ・シャウト/さまよえる幻響 The Shout                                                            | アンソニー・フィールディング     |                                                                       | |
| 1978   | ミッドナイト・エクスプレス Midnight Express                                                      | マックス                         | ゴールデングローブ賞 助演男優賞 受賞 英国アカデミー賞 助演男優賞 受賞 | 草野大悟（テレビ版） 不明（Netflix版）                                                                                        |
| 1978   | ウォーターシップダウンのうさぎたち Watership Down                                                | ヘイズル                         | 声の出演                                                              | 古川登志夫 |
| 1978   | 指輪物語 The Lord of the Rings                                                                   | アラゴルン                       | 声の出演                                                              | 千田光男（ソフト版） 納谷悟朗（劇場公開版）                                                                                   |
| 1979   | エイリアン Alien                                                                                 | ケイン                           |                                                                       | 仲村秀生（フジテレビ版） 櫻片達雄（レーザーディスク版） 納谷六朗（VHS・DVD版） 牛山茂（テレビ朝日版） 森田順平（DCDVD・BD版） |
| 1980   | エレファント・マン The Elephant Man                                                              | ジョン・メリック                 | 英国アカデミー賞 主演男優賞 受賞                                      | 国広富之（TBS版） |
| 1980   | 天国の門 Heaven's Gate                                                                           | ビリー・アーヴィン               |                                                                       | 池水通洋（TBS版） |
| 1981   | メル・ブルックス/珍説世界史PARTI History of the World: Part I                                    | イエス・キリスト                 |                                                                       | 小野健一（テレビ朝日版） |
| 1982   | 気球の8人 Night Crossing                                                                         | ピーター                         |                                                                       | |
| 1982   | パートナーズ Partners                                                                            | カーウィン                       |                                                                       | |
| 1983   | バイオレント・サタデー The Osterman Weekend                                                      | ローレンス・ファセット           |                                                                       | 阪脩 |
| 1984   | リア王 King Lear                                                                                 |                                  | テレビ映画                                                            | |
| 1984   | チャンピオンズ Champions                                                                         | ボブ・チャンピオン               |                                                                       | |
| 1984   | 1984 Nineteen Eighty-Four                                                                        | ウィンストン・スミス             |                                                                       | 富山敬 |
| 1984   | 殺し屋たちの挽歌 The Hit                                                                         | ブラドック                       |                                                                       | |
| 1985   | コルドロン The Black Cauldron                                                                    | ホーンド・キング                 | 声の出演                                                              | 飯塚昭三 |
| 1985   | ジム・ヘンソンのストーリーテラー Jim Henson's The Storyteller                                    | ストーリーテラー                 | テレビ映画                                                            | 大塚周夫 |
| 1986   | ジェイク・スピード/熱砂の大冒険 Jake Speed                                                       | シド                             |                                                                       | |
| 1987   | スペースボール Spaceballs                                                                        | ジョン・ハート                   |                                                                       | |
| 1987   | アリア Aria                                                                                      | 俳優                             |                                                                       | |
| 1987   | 白い炎の女 White Mischief                                                                        | ギルバート                       |                                                                       | |
| 1988   | ベンガルの夜 The Bengali Night                                                                   | ルシアン                         |                                                                       | |
| 1989   | あどけない殺意 Little Sweetheart                                                                 | ロバート・バーガー               |                                                                       | |
| 1989   | スキャンダル Scandal                                                                             | スティーヴン・ウォード           |                                                                       | 小川真司（テレビ東京旧版） 内田直哉（テレビ東京新版）                                                                         |
| 1990   | ザ・フィールド The Field                                                                         | バード・オドネル                 |                                                                       | |
| 1990   | フランケンシュタイン/禁断の時空 Frankenstein Unbound                                             | ジョー・ブキャナン               |                                                                       | |
| 1990   | テロリストを追え!/バーミンガム爆破事件の謎 The Investigation: Inside a Terrorist Bombing         | クリス                           | テレビ映画                                                            | |
| 1991   | 二重誘拐 Red Fox                                                                                 | アーチー・カーペンター           | テレビ映画                                                            | |
| 1991   | ラルフ一世はアメリカン King Ralph                                                                | パーシヴァル・グレーヴス卿       |                                                                       | 千田光男 |
| 1993   | モノリス Monolith                                                                                |                                  |                                                                       | |
| 1993   | カウガール・ブルース Even Cowgirls Get the Blues                                                 | カウンテス伯爵夫人               |                                                                       | |
| 1994   | セカンド・ベスト/父を探す旅 Second Best                                                          |                                  |                                                                       | |
| 1995   | サイゴン・ベビー Saigon Baby                                                                     | ジャック・リー                   |                                                                       | |
| 1995   | ロブ・ロイ/ロマンに生きた男 Rob Roy                                                              | モントローズ侯爵                 |                                                                       | 納谷六朗 |
| 1995   | デッドマン Dead Man                                                                              | ジョン・スコーフィールド         |                                                                       | 池田勝 |
| 1995   | ワイルド・ビル Wild Bill                                                                         | チャーリー・プリンス             |                                                                       | |
| 1997   | ラブ&デス Love and Death on Long Island                                                          | ジャイルズ・デアス               |                                                                       | |
| 1997   | コンタクト Contact                                                                               | S・R・ハデン                     |                                                                       | 大塚周夫（ソフト版、テレビ東京版）                                                                                            |
| 1997   | ブルート Bandyta                                                                                 |                                  |                                                                       | |
| 1998   | コーンウォールの森へ All the Little Animals                                                      | サマーズ                         |                                                                       | |
| 1999   | ノーエスケープ If... Dog... Rabbit                                                               | ショーン                         |                                                                       | |
| 1999   | ギャング・オブ・UK You're Dead...                                                                |                                  |                                                                       | |
| 2000   | 銃撃犯 New Blood                                                                                 | アラン・ホワイト                 |                                                                       | |
| 2000   | ティガー・ムービー プーさんの贈りもの The Tigger Movie                                           | ナレーター                       | 声の出演                                                              | 青森伸 |
| 2000   | ロスト・ソウルズ Lost Souls                                                                      | ラロー神父                       |                                                                       | 西川幾雄 |
| 2001   | コレリ大尉のマンドリン Captain Corelli's Mandolin                                                | イアンニス医師                   |                                                                       | 中村正 |
| 2001   | ハリー・ポッターと賢者の石 Harry Potter and the Philosopher's Stone                              | ミスター・オリヴァンダー         |                                                                       | 小林勝也 |
| 2002   | ミランダ Lost Souls                                                                              | クリスティアン                   |                                                                       | |
| 2003   | ドッグヴィル Dogville                                                                            | 語り                             |                                                                       | 木村雅史 |
| 2004   | ヘルボーイ Hellboy                                                                               | トレヴァー・ブルッテンホルム教授 |                                                                       | 山野史人 |
| 2005   | マンダレイ Manderlay                                                                             | 語り                             |                                                                       | |
| 2005   | プロポジション -血の誓約- The Proposition                                                        | ジェロン・ラム                   |                                                                       | |
| 2005   | スケルトン・キー The Skeleton Key                                                                | ベン                             |                                                                       | 水内清光 |
| 2005   | ルワンダの涙 Shooting Dogs                                                                       | クリストファー神父               |                                                                       | 麦人 |
| 2006   | Vフォー・ヴェンデッタ V for Vendetta                                                             | アダム・サトラー議長             |                                                                       | 中博史 |
| 2006   | パフューム ある人殺しの物語 Perfume: The Story of a Murderer                                     | ナレーション                     |                                                                       | 納谷六朗 |
| 2008   | オックスフォード連続殺人 The Oxford Murders                                                      | アーサー・セルダム               |                                                                       | 柴田秀勝 |
| 2008   | インディ・ジョーンズ/クリスタル・スカルの王国 Indiana Jones and the Kingdom of the Crystal Skull | ハロルド・オクスリー教授         |                                                                       | 中博史 |
| 2008   | ヘルボーイ/ゴールデン・アーミー Hellboy II: The Golden Army                                      | トレヴァー・ブルッテンホルム教授 |                                                                       | 山野史人 |
| 2008   | リカウント Recount                                                                               | ウォレン・クリストファー         | テレビ映画                                                            | |
| 2008   | ニューヨーク、アイラブユー New York, I Love You                                                  | ウエイター                       |                                                                       | |
| 2009   | イングリッシュマン・イン・ニューヨーク An Englishman in New York                                 | クエンティン・クリスプ           |                                                                       | |
| 2009   | リミッツ・オブ・コントロール The Limits of Control                                               | ギター                           |                                                                       | 側見民雄 |
| 2010   | ハリー・ポッターと死の秘宝 PART1 Harry Potter and the Deathly Hallows - Part 1                   | オリバンダー老人                 |                                                                       | 小林勝也 |
| 2011   | メランコリア Melancholia                                                                         | デクスター                       |                                                                       | 大木民夫 |
| 2011   | ハリー・ポッターと死の秘宝 PART2 Harry Potter and the Deathly Hallows - Part 2                   | オリバンダー老人                 |                                                                       | 小林勝也 |
| 2011   | 裏切りのサーカス Tinker Tailor Soldier Spy                                                       | コントロール                     |                                                                       | 大塚周夫 |
| 2011   | インモータルズ -神々の戦い- Immortals                                                            | 老ゼウス                         |                                                                       | 大塚周夫 |
| 2012   | ホロウ・クラウン/嘆きの王冠 Hollow Crown                                                         | コロス                           | テレビ映画                                                            | |
| 2013   | オンリー・ラヴァーズ・レフト・アライヴ Only Lovers Left Alive                                    | マーロー                         |                                                                       | |
| 2013   | スノーピアサー Snowpiercer                                                                       | ギリアム                         |                                                                       | 大塚周夫 |
| 2013   | バレット・オブ・ラヴ Charlie Countryman                                                          | ナレーター                       | 声の出演                                                              | |
| 2013   | ドクターの日 Doctor Who:The Day of the Doctor                                                    | ウォードクター                   | テレビ映画                                                            | 祐仙勇 |
| 2014   | ヘラクレス Hercules                                                                              | コテュス王                       |                                                                       | 中博史 |
| 2015   | きかんしゃトーマス 探せ!!謎の海賊船と失われた宝物 Sodor's Legend of the Lost Treasure            | 船乗りジョン                     |                                                                       | 坂口候一 |
| 2016   | ジャッキー/ファーストレディ 最後の使命 Jackie                                                    | 神父                             |                                                                       | 立川三貴 |
| 2017   | スパイ・ミッション シリアの陰謀 Damascus Cover                                                   | ミキ                             |                                                                       | |